# Pseudorthocladius macrovirgatus
Pseudorthocladius macrovirgatus är en tvåvingeart som beskrevs av Ole Anton Saether och James E. Sublette 1983. Pseudorthocladius macrovirgatus ingår i släktet Pseudorthocladius och familjen fjädermyggor. Arten har ej påträffats i Sverige. Inga underarter finns listade i Catalogue of Life.